# Дедушкин мёд
Дедушкин мёд (латыш. Vectēva medus) — латышский мультипликационный фильм режиссёра Владимира Лещёва, снятый в 2002 году в Швеции. Премьера фильма состоялась в Стокгольме 19 сентября 2002 года.

## Сюжет
Одни только пчёлы скрашивают жизнь больного, старого человека.

## Съёмочная группа
- Автор сценария и режиссёр-постановщик: Владимир Лещёв
- Продюсер: Витольд Новак
- Аниматор: Владимир Лещёв
- Оператор: Владимир Лещёв
- Композитор и звукорежиссёр: Гиртс Бишс
- Монтажёр: Владимир Лещёв

## Награды
- Победитель в номинации «Лучший анимационный фильм» на кинофестивале «Большой Кристап» (2003)